# The Lucky Ones (The Walking Dead)
"The Lucky Ones" é o décimo segundo episódio da décima primeira temporada da série de televisão de terror pós-apocalíptico The Walking Dead. O episódio foi escrito por Vivian Tse e dirigido por Tawnia McKiernan.
No episódio, Aaron (Ross Marquand) e Maggie (Lauren Cohan) conhecem a governadora Pamela Milton (Laila Robins) enquanto ela visita Alexandria, Oceanside e Hilltop. Ezekiel (Khary Payton) tem sorte durante um check-up de rotina. Eugene (Josh McDermitt) processa a história de Max (Margot Bingham).
O episódio recebeu críticas positivas da crítica.

## Enredo
Uma mulher se apresenta a Eugene (Josh McDermitt) como Max Mercer (Margot Bingham), que estava usando o nome de sua mãe como codinome. Mesmo que ela quisesse conhecer Eugene, uma vez que seu irmão Mercer (Michael James Shaw) soube disso, ele encobriu quando Lance (Josh Hamilton) também foi alertado sobre sua violação no protocolo de comunicação e se forçou a ficar quieta ao ver Eugene com Shira. Eugene foge devido a estar muito ferido, mas eventualmente se reconcilia com Max e o par expressa um interesse persistente um pelo outro. 
Enquanto isso, Pamela (Laila Robins) faz um tour pelos assentamentos da Coalizão e não se impressiona ao ouvir que Alexandria caiu mais de uma vez. Depois de se encontrar com Oceanside, Pamela vai para Hilltop, onde debate com Maggie (Lauren Cohan) sobre seus diferentes estilos de liderança e formas de governo. Maggie suspeita da Commonwealth e se recusa a aceitar ajuda deles, para a frustração de vários moradores de Hilltop que decidem se juntar à Commonwealth. Lance também está frustrado com a decisão de Maggie, mas insiste com Aaron (Ross Marquand) que ele vai perseverar, procurando aumentar seu poder para sair de debaixo de Pamela. Enquanto isso, Ezekiel (Khary Payton) é internado para uma cirurgia para remover seu tumor, tendo sido transferido para tratamento por Lance como um favor a Carol (Melissa McBride).

## Recepção

### Crítica
The Lucky Ones recebeu críticas positivas. No Rotten Tomatoes, o episódio teve uma taxa de aprovação de 86%, com uma pontuação média de 6.80 de 10, com base em 7 avaliações.

### Audiência
O episódio teve um total de 1.58 milhões de espectadores em sua exibição original na AMC na faixa de 18-49 anos de idade. Apresenta diminuição de 0.09 pontos de audiência em relação ao episódio anterior.